# Castell de Castelladral
El castell de Castelladral és un edifici medieval ubicat al municipi de Navars (Bages) declarat bé cultural d'interès nacional.

## Descripció
Està situat dalt un serral erm, al costat del petit nucli de Castelladral. Actualment és un gran casal del segle xvi, conegut pel castell, amb bases de murs més antics aprofitats després en l'obra tardana.  De l'edifici antic, només resten de l'edificació algunes filades de pedra poc treballada, ja que la construcció va servir de pedrera per a les cases del nucli de Castelladral. Havia sigut un castell termenat, documentat el 941 com a possessió dels vescomtes de Cerdanya dintre del comtat de Berga. L'any 1094 els feudataris directes del castell eren els Castelladral, vassalls dels comtes de Cerdanya. Fou després adquirit pels reis d'Aragó, que el vengueren als consellers. El cavaller Pere de Vilalta comprà el castell i els seus drets senyorials entre 1365 i 1370. L'any 1413 passà a mans dels Peguera, que el mantingueren fins a l'extinció dels senyorius.